# Acallomyces gyrophaenae
Acallomyces gyrophaenae är en svampart som först beskrevs av Roland Thaxter, och fick sitt nu gällande namn av I.I. Tav. 1973. Acallomyces gyrophaenae ingår i släktet Acallomyces och familjen Laboulbeniaceae.   Inga underarter finns listade i Catalogue of Life.